# Grabovica (miasto Doboj)
Grabovica (cyr. Грабовица) – wieś w Bośni i Hercegowinie, w Republice Serbskiej, w mieście Doboj. W 2013 roku liczyła 598 mieszkańców.